# Hoekgetrouwe groep
In de groepentheorie, een deelgebied van de wiskunde, is de hoekgetrouwe groep de groep van transformaties van een inwendig-productruimte die alle hoeken binnen deze ruimte bewaart. Meer formeel is het de groep van transformaties die de hoekgetrouwe meetkunde van de ruimte bewaart. 